# André Kuipers
André Kuipers (* 5. října 1958 v Amsterdamu, Nizozemsko) byl původně lékař specializující se původně na výzkum rovnovážného ústrojí člověka, později se věnoval problémům přizpůsobení lidí na prostředí vesmíru. Od srpna 1998 je astronautem oddílu ESA. Roku 2004 absolvoval krátkodobý kosmický let v ruském Sojuzu na Mezinárodní vesmírnou stanici (ISS). Od roku 2009 se připravoval na půlroční kosmický let na ISS jako člen Expedic 30 a 31, který proběhl v prosinci 2011 – červenci 2012.

## Život

### Mládí
André Kuipers pochází z nizozemského Amsterdamu, roku 1977 absolvoval lyceum (Van der Waals Lyceum, dnes Amstel Lyceum), roku 1987 dokončil studium medicíny na Amsterdamské univerzitě. V letech 1987–1988 sloužil ve vojenském letectvu jako lékař.
Už během studia a i po něm pracoval v amsterdamském Akademickém lékařském centru (Academic Medical Centre in Amsterdam), zabýval se výzkumem rovnovážného ústrojí člověka. V letech 1989–1990 byl zaměstnán v nizozemském Leteckém a kosmickém lékařském centru (Aerospace Medical Centre in Soesterberg) v Soesterbergu kde se věnoval zkoumání procesů adaptace člověka na prostředí kosmu, především na stav beztíže a mikrogravitace. Také se účastnil lékařských kontrol pilotů, dozoru nad tréninkem na centrifuze a přednášel pilotům o fyziologických aspektech létání. Od roku 1991 se účastnil přípravy, koordinace a zpracování výsledků lékařských experimentů prováděných astronauty ESA (například v misích Spacelab D-2 a Euromir 95).

### Astronaut
Roku 1991 se přihlásil do 2. náboru Evropské kosmické agentury (ESA), dostal se mezi pět nizozemských finalistů, ale astronautem se nakonec nestal. Až v říjnu 1998 byl během procesu vytváření jediného oddílu astronautů států ESA začleněn do oddílu astronautů jako kandidát Nizozemska. Vlastní přípravu v Evropském astronautickém středisku (European Astronaut Centre) v Kolíně nad Rýnem zahájil v červenci 1999. Základní výcvik v Kolíně a Středisku přípravy kosmonautů v Hvězdném městečku dokončil až roku 2002. Při letech Sojuzu TMA-1 v říjnu 2002 a Sojuzu TMA-2 v dubnu 2003 působil v týmu ESA ve Středisku řízení letů v Koroljovu.

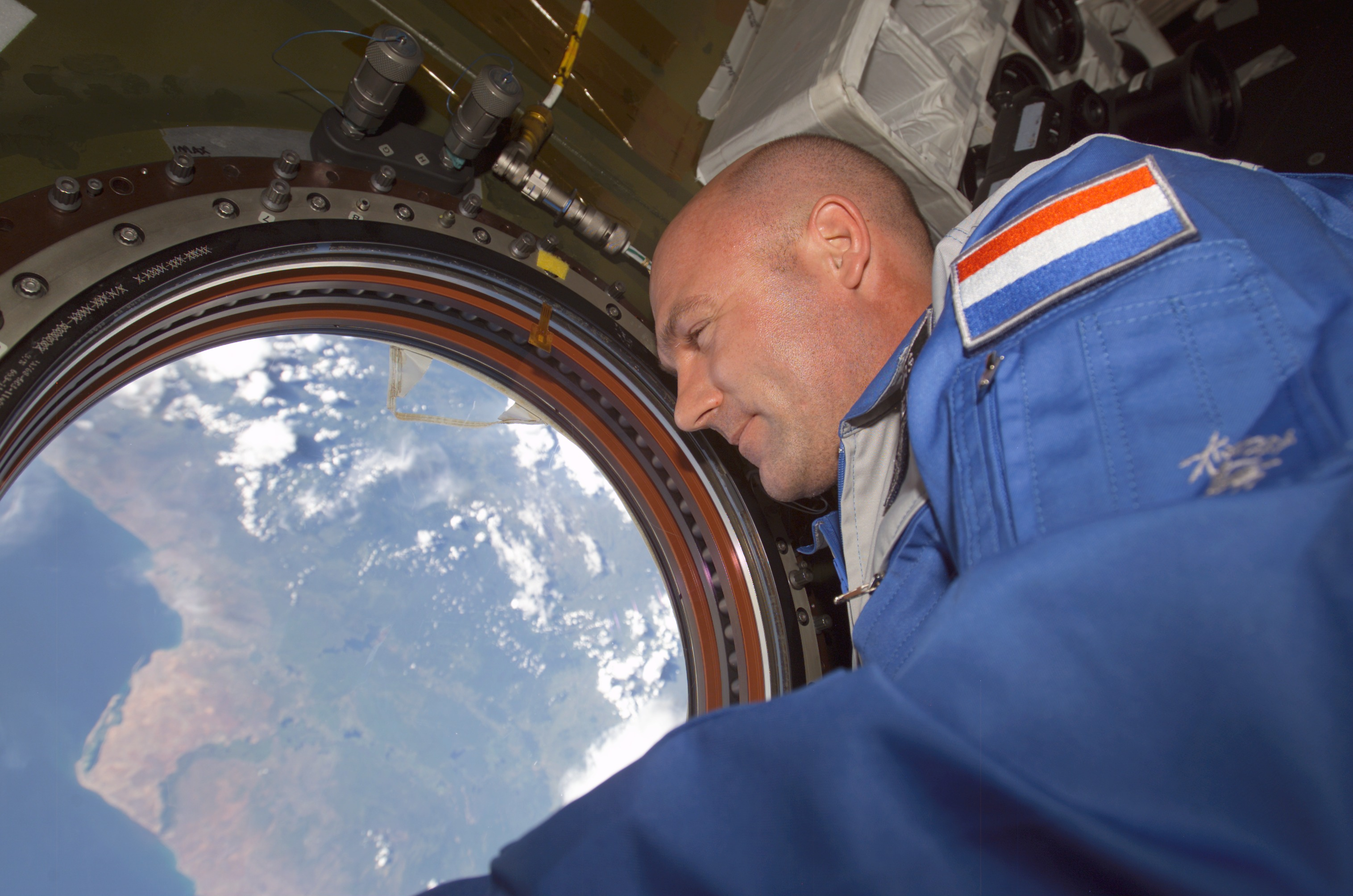
André Kuipers na ISS, 21. dubna 2004.

V prosinci 2002 byl jmenován palubním inženýrem 6. návštěvní expedice na Mezinárodní vesmírné stanici (ISS) s plánovaným startem v říjnu 2003. Po havárii Columbie a zrušení letů raketoplánů byl program letů radikálně změněn. Kuipers se stal náhradníkem Pedra Duqueho v 5. návštěvní expedici (letěla v říjnu 2003) a sám se od července 2003 současně připravoval na start v dubnu 2004 v 6. návštěvní expedici. ESA let pojmenovala DELTA (Dutch Expedition for Life Science, Technology and Atmospheric Research).
Do vesmíru vzlétl na lodi Sojuz TMA-4 19. dubna 2004 společně se členy nové základní posádky – Gennadijem Padalkou a Michaelem Finckem, od 21. dubna pracoval na ISS, přistál s vystřídanou posádkou 30. dubna 2004. Ve vesmíru strávil 10 dní, 20 hodin a 49 minut.
V srpnu 2006 byl předběžně zařazen do záložní posádky Expedice 16, ale v únoru 2007 ze sestavy vypadl. V srpnu 2007 byl začleněn do zálohy Expedice 20 (start v květnu 2009).
V červenci 2009 byl zařazen do posádky Expedic 30 a 31 se startem v listopadu 2011. V říjnu 2009 NASA jeho jmenování potvrdila. K druhému kosmickému letu odstartoval po několika odkladech 21. prosince 2011, s Olegem Kononěnkem a Donaldem Pettitem se o dva dny později připojil k posádce ISS, Expedici 30. Po odletu trojice déle sloužících kolegů koncem dubna byla expedice přečíslována na třicátou první. V polovině května se k nim připojili Gennadij Padalka, Sergej Revin a Joseph Acabá, kteří přiletěli v Sojuzu TMA-04M. Z oběžné dráhy se na Zem trojice Kononěnko, Pettit, Kuipers vrátila 1. července, přistáli ve 4:47:43 UTC v kazašské stepi 148 km jihovýchodně od Džezkazganu. Let trval 192 dní, 18 hodin a 58 minut.

André Kuipers je ženatý, má tři dcery a syna.